# (8926) Abemasanao
(8926) Abemasanao est un astéroïde de la ceinture principale.

## Description
(8926) Abemasanao est un astéroïde de la ceinture principale. Il fut découvert le 20 décembre 1996 à Ōizumi par Takao Kobayashi. Il présente une orbite caractérisée par un demi-grand axe de 3,26 UA, une excentricité de 0,13 et une inclinaison de 0,5° par rapport à l'écliptique.

## Compléments